# 早田晧
早田 晧（はやた ひろし、1903年12月 - 1985年8月19日）は、ハンセン病患者を治療した日本の医師。医学博士。

## 前半生
1903年12月東京港区に生まれる。私立ハンセン病施設身延深敬園を設立した縁戚にあたる僧侶綱脇龍妙に説得され、ハンセン病医学に進むことを決意した。第一高等学校（現東京大学教養部）を経て、金沢医科大学（旧制）（現金沢大学医学部）卒業。1930年から、福岡の生（いき）の松原にある身延深敬病院分院に勤務しハンセン病の患者の診療にあたる。九州大学で研究し1935年医学博士の学位を得た。論文名は「癩血清化学反応(MHH反応) 」。この反応は指導教授皆見省吾らの研究によるもので、癩、非癩の区別ができるが、操作が極めて煩雑で外に行う人はいなかった。1936年　分院が軍部に接収され長島愛生園に移り、光田健輔の指導を受ける。1944年、すでに戦場になりそうな、沖縄愛楽園の園長になり、患者を戦火から守るのに苦労した。

## 当時の業績
- らい免疫化学療法の効果　1937年　第10回らい学会
- 愛生丸の効果　1937年　日本公衆保険会誌
- MMH反応について　1938年　東西医学　5,3
- 三重県下のらい　1938年　第12回らい学会
- 某県下におけるらい病勢について　1939年　日本公衆保健協会誌
- らい屍における　Foetus in foetusの興味ある所見　1939年　第13回らい学会
- らい性結節性紅斑におけるクレプチオンの効果　1939年　最新治療　15,11
- らい患者の下肢切断以降　1940年　第14回らい学会
  - 愛生(長島愛生園の雑誌への投稿
  - 再び伊勢へ　1938年　伊勢の初旅　（1） 1939年　伊勢の初旅　（続）　1939年
  - 無らい県(山口県）を征く　1939年　高知県を急速に浄化せよ　1941年

## 光田健輔に関して
1931年　生の松原の深敬病院勤務中に、綱脇の命令で愛生園にいき、初対面を果たす。母校金沢医大の土肥章司教授からかねて、偉いと伺っていたので、心が震えた。光田は「この仕事にたずさわった者は、決して後を振る返ってはいけない」といわれ感銘を受けた。早田は愛生園勤務中、福岡検診記を書いたが、皮膚の中のらい菌が陰性の場合は、感染の恐れはないから、家庭においてもいだろうと書いた。光田は割愛を指示し、フィリッピンではこの方式をやっているが、いつまでたっても根絶しない」と言った。軽快退院しても再発はあるので、光田の意見に納得した。

## 屋我地島のドン・キホーテ
沖縄での苦労については、屋我地島(沖縄愛楽園の所在地）のドン・キホーテと題する家族の記録がある。沖縄へのこの人事は重要と思われるが、前の療養所の自治会の単行本、「隔絶の里程」「曙の潮風」には記載がない。
- 『屋我地島のドン・キホーテ』（大白泰子・著）

## 沖縄愛楽園にて
入所者の証言集によると、園長のあだ名はコーレーグス（唐辛子）であった。いいけど、辛くてきついという意味である。入所者に断種手術をしていた。食糧事情のために、山に野菜を植えさせた泥棒でも人を傷つけない泥棒ならよい、と言った。日本軍軍部の命令に従わず、手榴弾を患者に配らなかっという功績が記録されている。早田らが作らせたた防空壕は早田壕と命名され、作業がきつかったという入所者の苦情の記録がある。壕は現在でも残されている。米軍による写真が残されているが、その中に爆撃を受けた跡地で病理解剖をしていた写真がある。ネガは沖縄県公文書館に保存されている。戦争時の苦労については、部下の医局長の松田ナミによる記載もある。

## 小笠原登との論争
早田は終戦前であるが、ハンセン病政策について、小笠原登と論争をしている。早田は、療養所への入所が、いかに癩者にとっても福音であるかを強調しつつ、小笠原について次のような評価を下している。 

## その後
終戦後、日本本土のハンセン病療養所などに勤務し、ハンセン病の治療に係わり続けた。
- 1946年　多磨全生園に転任。
- 1948年　静岡県三島の保健所に移る。
- 1950年　三島市にて開業。時々身延深敬病院に出向いて患者の治療をしていた。[11]
- 1956年11月　身延深敬病院創立50周年記念式に光田健輔や横田篤三などと共に出席[12]。

## 業績
- 「癩血清化学反応(MHH反応) 」レプラ 5, 534, 1934.
- 「癩に対する減塩食療法の研究」レプラ 5, 375, 1934.

## 文献
- 『日本皮膚科全書』 第9巻 第1冊 「癩」1954、金原出版株式会社
- 桜井方策（櫻井方策とも） 『救らいの父　光田健輔の思い出』 1974 ルガール社
- 国立療養所長島愛生園 『創立50周年記念誌』 1981 国立療養所長島愛生園
- 綱脇美智 『綱脇龍妙遺稿集』 1976
- 『沖縄県ハンセン病証言集 沖縄愛楽園編』2007、沖縄愛楽園自治会
- 長島愛生園入園者自治会『隔絶の里程　長島愛生園入園者５０年史』1982
- 長島愛生園入園者自治会『曙の潮風』1998
- 大白泰子『屋我地島のドン・キホーテ』『YASUKO OSHIRO’S WEB SITE』
- 『今だから話そう 沈黙の時効』第1集（沖縄戦ーあるハンセン病医師の決断／大白泰子・著）成星出版 1995